# Constitution de la Lettonie
Lire en ligne

Consulter

La Constitution de la Lettonie (en letton : Latvijas Republikas Satversme) est la loi fondamentale de la République de Lettonie, adoptée par l'Assemblée constituante le 15 février 1922 et entrée en vigueur le 7 novembre suivant. 

## Structure
Préambule
1. Dispositions générales
2. La Saeima (Parlement)
3. Le président de la république
4. Conseil des ministres
5. Pouvoir législatif
6. Cours de Justice
7. Cour des comptes
8. Droits fondamentaux

## Histoire
La constitution est adoptée par l'Assemblée constituante (Satversmes sapulce), composée de 150 membres élus en avril 1920. Le texte originel est rédigé par un comité constitutionnel (Satversmes komisija) et comprend deux parties. Il est influencé par la Constitution de Weimar et par la Constitution suisse de 1874. Le premier texte présentant les institutions de l'État et leur fonctionnement est adopté le 15 février 1922, en revanche le second relatif aux droits et devoirs des citoyens est rejeté le 5 avril suivant. La loi constitutionnelle est votée le 20 juin et la Constitution entre en vigueur le 7 novembre de la même année.
À la suite du coup d'État de Kārlis Ulmanis le 15 mai 1934, la Constitution est suspendue. En 1940, la Lettonie est occupée puis annexée par l'URSS. Enfin, après la seconde indépendance du pays en 1991, la Constitution de 1922 est réintroduite par un vote de la Saeima le 6 juillet 1993.
En 1994, l'âge électoral est abaissé de 21 à 18. En 1996, la Cour constitutionnelle est établie. En 1997, des réformes sont adoptées concernant le processus des élections et les fonctions de la Saeima, l'allongement du mandat du président de 3 à 4 ans et les pouvoirs du cabinet. En 1998, finalement, la Saeima adopte le huitième chapitre de la Constitution sur les droits fondamentaux, ainsi que le statut officiel de la langue lettone. En 2013, un préambule est présenté par Egils Levits, juge à la Cour de justice de l'Union européenne. Il décrit les principes fondamentaux de la république de Lettonie et des Lettons et est adopté par la Saeima le 19 juin 2014.
La constitution de la Lettonie est toujours la loi fondamentale la plus ancienne en vigueur en Europe de l'Est et la sixième constitution républicaine la plus ancienne dans le monde.

## Éditions françaises
Il y a trois éditions françaises : 1930, 1972, 1984, qui ont fait suite à une première publication en 1925, avec commentaires, dans le cadre d'une thèse de doctorat de droit à la faculté de Toulouse.

## Compléments